# Баденская ошибка цвета
«Ба́денская оши́бка цве́та» — филателистическое название почтовой марки из первого стандартного выпуска Великого герцогства Баден 1851 года.

## Описание
Номинал — 9 крейцеров. Гравёр и изготовитель клише марки — К. Науманн (нем. C. Naumann) из Франкфурта-на-Майне. Марка чёрного цвета на сине-зелёной бумаге, в центре в окружности помещена цифра номинала.

## История
Почтовые марки Великое герцогство Баден начало выпускать в 1851—1852 годах. Серия, состоящая из четырёх номиналов была отпечатана типографским способом на бумаге разного цвета в Карлсруэ фирмой «Гаспер».
При печатании марки номиналом в 9 крейцеров, бумага которой имела розово-лиловый цвет, был использован один лист сине-зелёной бумаги, предназначенный для марки в 6 крейцеров. Этот лист, видимо, по невнимательности, исходя лишь из его цвета, был приобщён к маркам в 6 крейцеров.
Ошибка была замечена спустя 44 года после выхода марок в свет. До наших дней дошли один чистый и три прошедших почту экземпляра марки, которые представляют собой большую редкость.

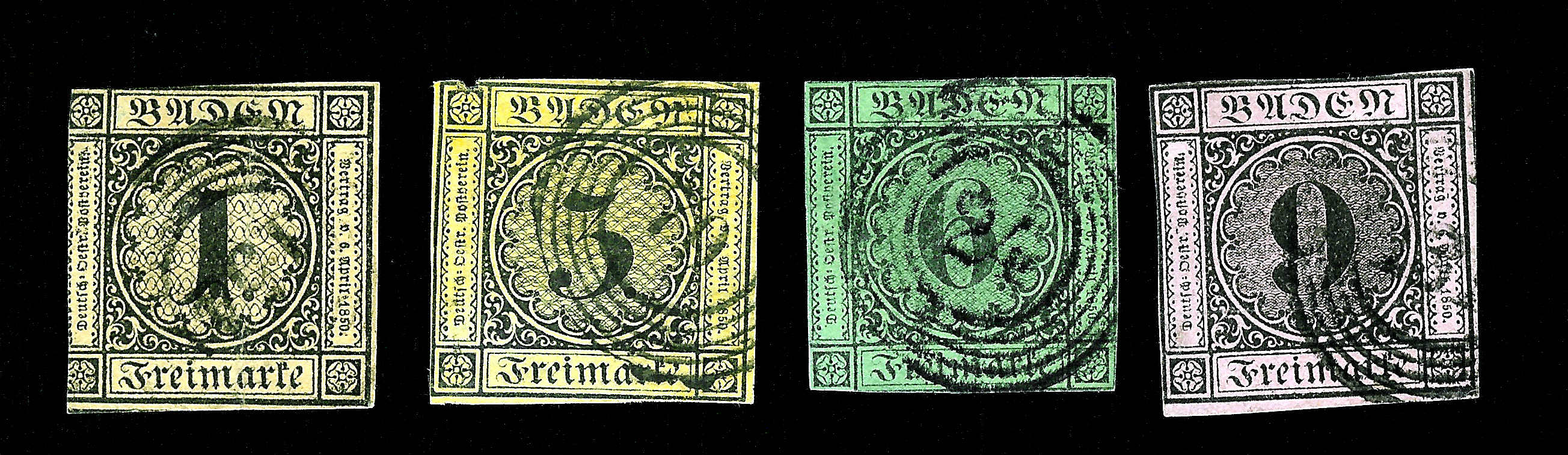
Первый выпуск Бадена с нормальной маркой в 9 крейцеров

## Дальнейшая судьба

### Первый экземпляр
Первая марка, погашенная 20 июля 1851 года в Оршвейере, была продана Имперскому почтовому музею в Берлине.

### Второй экземпляр
Второй экземпляр был погашен 25 августа 1851 года в Эттенхайме. Эта марка первоначально попала в коллекцию Филиппа фон Феррари, затем она была куплена на аукционе Альфредом Майером. Впоследствии, сменив ещё нескольких владельцев, марка в 1956 году была куплена Джоном Р. Бокером, который продал её в 1985 году за 2 645 000 немецких марок.

### Третий экземпляр
Третий экземпляр марки погашен круглым штемпелем с цифрой «2» почтового отделения Ахерна. В 1908 году эта марка была продана с аукциона «Гилберт и Кох», а в 1919 году её приобрёл известный французский филателист Теодор Шампион.

### Четвёртый экземпляр
Единственный негашёный экземпляр, с почти полностью оригинальным клеем, впервые был обнаружен в 1919 году. Марка была продана в Берлине некому Трубсбаху (нем. Trubsbach). После Второй мировой войны он продал марку немецкому дилеру. В 1997 году марку продали с аукциона за $603 750. 3 апреля 2008 года марку снова продали с аукциона за €1 314 500.